# Stephan Dorgerloh

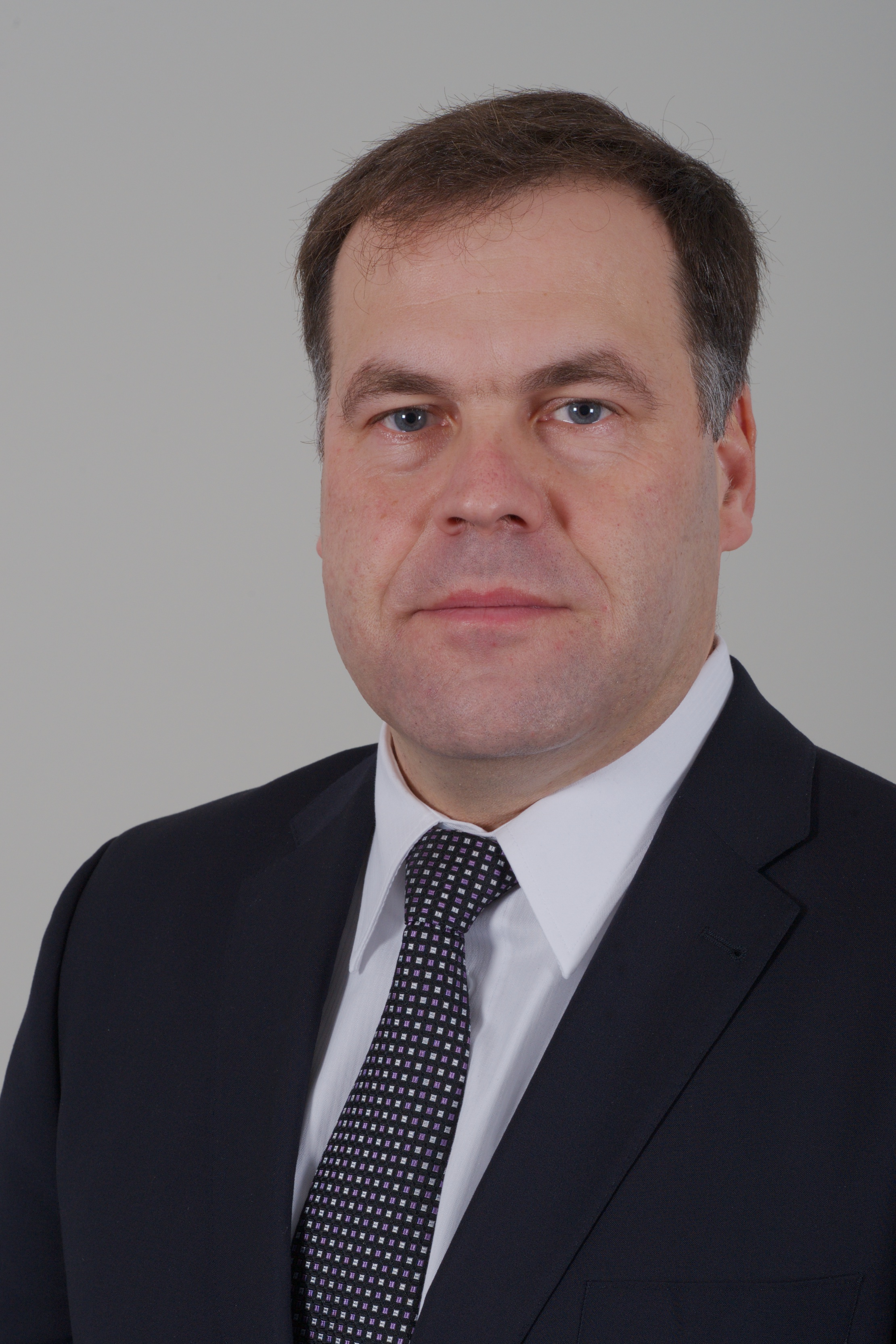
Stephan Dorgerloh (2012)

Stephan Dorgerloh (* 3. April 1966 in Ost-Berlin) ist ein deutscher evangelischer Theologe und Politiker (SPD). Er war von 2008 bis April 2011 als Prälat Beauftragter des Rates der Evangelischen Kirche in Deutschland (EKD) in Wittenberg und verantwortlich für die Lutherdekade. Er war vom 19. April 2011 bis zum 25. April 2016 Kultusminister von Sachsen-Anhalt.

## Leben und Wirken
Dorgerloh, Sohn des Pfarrers Fritz Dorgerloh, studierte nach der Ausbildung zum Innenausbaufacharbeiter mit Abitur in Potsdam und dem Dienst als Bausoldat in der NVA zwischen 1987 und 1993 Theologie an der Universität Rostock und an der Humboldt-Universität zu Berlin. Von 1995 bis 1997 absolvierte er das Vikariat in Berlin und Chicago.
Im Jahre 1998 wurde Dorgerloh Studienleiter für gesellschaftspolitische Jugendbildung an der Evangelischen Akademie Sachsen-Anhalt. 1999 wurde er stellvertretender Direktor, von 2000 bis 2008 leitete Dorgerloh als Direktor die Evangelische Akademie. Im Auftrag des Landtages von Sachsen-Anhalt leitete er den Bildungskonvent Sachsen-Anhalt von 2007 bis 2010.
Dorgerloh war Mitglied mehrerer Landessynoden und stellvertretendes Mitglied der EKD-Synode. Von 2002 bis 2008 war er Mitglied der Kirchenleitung der evangelischen Kirche der Kirchenprovinz Sachsen. Im September 2008 berief ihn der Rat der EKD zum Beauftragten für die Lutherdekade mit Sitz in Lutherstadt Wittenberg. Von Januar 2009 bis März 2012 war er Geschäftsführer der neu gegründeten Evangelischen Wittenbergstiftung.
Am 19. April 2011 wurde Dorgerloh sachsen-anhaltischer Kultusminister im Kabinett Haseloff I für die SPD. 2013 war Dorgerloh Präsident der Kultusministerkonferenz. Internationale Kritik richtete sich gegen Dorgerloh, als der Stiftungsrat des Dessauer Bauhauses (dessen Vorsitzender Dorgerloh war) im November 2013 den Vertrag des Direktors Philipp Oswalt nicht verlängerte. Oswalt warf Dorgerloh „machtpolitische[s] Vorgehen“ vor.
Dorgerloh war einer der Verlierer der Koalitionsverhandlungen nach der Landtagswahl in Sachsen-Anhalt 2016, nach der die bisher regierenden Parteien CDU und SPD mit Bündnis 90/Die Grünen eine sogenannte Kenia-Koalition eingingen und die CDU ihren Anspruch auf das Kultusministerium durchsetzte. Dorgerloh wurde am 25. April 2016 vom CDU-Politiker Marco Tullner abgelöst, der im Kabinett Haseloff II Bildungsminister war; die Ressortzuständigkeit für Kultur ging an den Staatssekretär Gunnar Schellenberger.
Aktuell leitet Stephan Dorgerloh das Beratungsbüro Wider Sense.
Sein Bruder ist Hartmut Dorgerloh, Generalintendant des Humboldt-Forums in Berlin.
Sonstige Funktionen
Während seiner Amtszeit als Kultusminister von Sachsen-Anhalt war er auch Vorsitzender des Kuratoriums der Stiftung Bauhaus Dessau, Vorsitzender des Kuratoriums der Stiftung Luthergedenkstätten in Sachsen-Anhalt, Vorsitzender des Kuratoriums der Kulturstiftung Dessau-Wörlitz, Vorsitzender des Stiftungsrates der Kunststiftung des Landes Sachsen-Anhalt und Vorsitzender des Stiftungsrates der Gedenkstättenstiftung des Landes Sachsen-Anhalt.

## Auszeichnungen
- 2013: Goldene Stechpalme[7]